# ماتیاس لکی
ماتیاس لکی (انگلیسی: Matías Lequi؛ زادهٔ ۱۳ مهٔ ۱۹۸۱) بازیکن سابق فوتبال اهل آرژانتین است که در پست مدافع میانی بازی می‌کرد.